# کنگو فوکودومه
کنگو فوکودومه (انگلیسی: Kengo Fukudome؛ زادهٔ ۱۴ مهٔ ۱۹۸۷) بازیکن فوتبال اهل ژاپن است.
از باشگاه‌هایی که در آن بازی کرده‌است می‌توان به باشگاه فوتبال آلمانیا آخن اشاره کرد.